# Pénélope McQuade
Pénélope McQuade (née le 24 novembre 1970 à Québec) est une animatrice de radio et de télévision québécoise.

## Biographie
Née à Québec, elle est la fille du journaliste Winston McQuade et de France Rivard. Elle grandit à Toronto puis, une fois diplômée, elle commence une carrière dans différents médias québécois à Montréal. En 2009, elle est blessée lors d'un accident de la route sur l'autoroute 20 à Laurier-Station alors qu'elle décide de se détacher pour brancher son iPod et effectue une embardée ; elle sera alors éjectée par le toit ouvrant de sa Jetta 2008.
Depuis 2019, elle anime l'émission de milieu d'avant-midi à la Radio de Radio-Canada, baptisée "Pénélope".

### Vie privée
De 2009 à 2012, l'animatrice populaire a entretenu une relation avec l'humoriste québécois Martin Perizzolo.
Entre 2017 et 2019, elle a une liaison fort médiatisée avec l'animateur de Radio-Canada Philippe Fehmiu.

### Télévision
- 1993 : Service compris (Radio-Québec)
- 1994 - 1996 : Bla bla bla (TVA)
- 1995 - 1996 : Automag Plus (TVA)
- 1995 : Bon dimanche (TVA)
- 1996 - 2000 : Salut, Bonjour! (TVA)
- 1998-2000 : Cyberclub (TVA)
- 2000-2002 : Les Copines d’abord (Canal Vie)
- 2002-2005 : Passep’art (TV5)
- 2005-2008 : Star Système (TVA)
- 2006-2010 : Juste pour rire en direct (TVA)
- 2007 - 2010 : Salut Bonjour Week-end (TVA)
- 2011 - 2015 : Pénélope McQuade (Radio-Canada)
- 2012 : Ici et maintenant (Radio-Canada)
- 2014 : 16e soirée des prix Jutra (Radio-Canada)
- 2015 : 17e soirée des prix Jutra (Radio-Canada)
- 2016 : 18e gala du cinéma québécois, (Radio-Canada)
- 2016 - 2018 : Les Échangistes (Radio-Canada)
- 2018: Troller les Trolls (avec Hugo Latulippe) (Télé-Québec)
- 2019-2020 : Faites-moi rire ! (Radio-Canada)

### Radio
- 1994-1995 CKAC (animatrice)
- 1999-2000 : Rythme FM (animatrice)
- 2001 - 2003 NRJ (animatrice)
- 2003 - 2004 : Rock Détente (animatrice)
- 2019 - présent : Radio-Canada (animatrice)

### Presse écrite
- 2004 : Clin d'œil, rédactrice en chef de la section beauté

## Prix et distinctions
- 1999 : Meilleure animation jeunesse (Prix Gémeaux)
- 2005 : Meilleure animation magazines (Passep’Art)